# Усаев, Канзафар
Канзафа́р Уса́ев, также Канзафар Усейнов (тат. Канзафар Усай улы, Qanzafar Usay uğlı) (1738, д. Чекмагушево Ногайской даруги — 10 июля 1804, г. Балтийский Порт, ныне Палдиски, Эстония) — татарин-мишар, сотник дер. Бузовьязовой Ногайской дороги Уфимской провинции, видный сподвижник Е. И. Пугачёва.

## Биография

### Юность
По поводу места рождения Канзафара имеются 2 версии: либо нынешний Чекмагушевский р-н, либо ныне не существующая деревня в Кармаскалинском р-не РБ около с. Бузовьязы. 
Учился в медресе Батырши (Габдуллы Галиева) в д. Карышбаш Карышевской волости Сибирской дороги, ныне Балтачевский район Башкортостана. Мулла с. Бузовьязы с 1757 года, мишарский сотник с 1762 года.

### Участие в Пугачёвском восстании
С 1773 участвовал в Крестьянской войне (1773—1775), служил писарем у Кинзи Арсланова, участвовал в сражениях под Оренбургом, Екатеринбургом и Уфой.
В октябре 1773 года Канзафар Усаев со старшиной Ягафаром Кучумовым присоединился к войску Емельяна Пугачёва, в декабре того же года Пугачёв присвоил Канзафару чин полковника. 
6 января 1774 года Канзафар осаждал крепость Ачит, 9 января окружил город Кунгур (ныне Пермский край). 18 января к нему со своим отрядом присоединился Салават Юлаев, и они совместными усилиями безуспешно штурмовали город Кунгур. 
К Уфе приблизился подошедший с запада карательный корпус И. И. Михельсона, который 24 марта 1774 года атаковал Зарубинские отряды. Накануне к Зарубину-Чике в Чесноковку заехал Канзафар, следовавший на северо-восток, к Белобородову. И личным врагам пришлось сражаться плечом к плечу!.. Более четырёх часов зарубинцы отчаянно оборонялись, не раз бросались в контратаки, но не смогли устоять против фронтального и фланговых ударов, — и ретировались, оставив на поле боя до 500 человек убитыми, все пушки, а в ходе отступления потеряв до 7 тысяч человек пленными. Среди попавших в плен оказался и Канзафар, вскоре, впрочем, сподобившийся бежать из плена.
3 июня 1774 года Пугачёв присваивает Канзафару Усаеву и Салавату Юлаеву чин бригадиров (генералов). 
Именно Усаев привёл к Пугачёву авантюриста А. Т. Долгополова — «посланника цесаревича Павла».

### Каторга
4 августа 1774 года арестован и передан полковнику царской армии Кожину, находящемуся в городе Бугульма. Осуждён к наказанию кнутом, клеймлению и вечной каторге (по первоначальной редакции приговора, Усаева планировалось осудить на смертную казнь и повесить в Челябинске, однако меру наказания ещё до утверждения императрицей единолично смягчил генерал-прокурор Сената кн. А. А. Вяземский). Был среди тех осужденных, что присутствовали при казни Пугачёва на Болотной площади 31 января 1775 г. Канзафар Усаев доставлен на каторгу в Балтийский Порт (ныне Эстония) c Салаватом и его отцом Юлаем Азналиным.
Умер 10 июля 1804 года, пережив всех прочих пугачёвцев, содержавшихся в Балтийском Порту.

## Память
- Улица в селе Чекмагуш
- Герой книг С. П. Злобина «Салават Юлаев», В. Я. Шишкова «Емельян Пугачёв»
- Легкоатлетический пробег памяти Канзафара Усаева в Уфе[11]
- Памятник в с. Бузовьязы